# Liste de mines au Pakistan
Voici une liste de mines situées au Pakistan.

## Liste
| numéro | image | nom                                  | ressources | lieu   | géolocalisation              | propriétaire                 |
| ------ | ----- | ------------------------------------ | ---------- | ------ | ---------------------------- | ---------------------------- |
| 1      |       | mine de charbon Sonda-Thatta         |            |        |                              |                              |
| 2      |       | mine de charbon Saleh Jo Tar         |            |        |                              |                              |
| 3      |       | mine de charbon Indus East           |            |        |                              |                              |
| 4      |       | mine de charbon Jherruck             |            |        |                              |                              |
| 5      |       | mine de charbon Singharo Bhitro      |            |        |                              |                              |
| 6      |       | mine de charbon Sinhar Vikian Varvai |            |        |                              |                              |
| 7      |       | mine Duddar                          |            |        |                              |                              |
| 8      |       | mine Reko Diq                        |            |        |                              |                              |
| 9      |       | mine Kumhar                          |            |        |                              |                              |
| 10     |       | mine de charbon Salt Range           |            |        |                              |                              |
| 11     |       | mine de charbon Sonalba              |            |        |                              |                              |
| 12     |       | mine de charbon Jhimpir              |            |        |                              |                              |
| 13     |       | mine Mawand                          |            |        |                              |                              |
| 14     |       | mine Khewra                          |            |        |                              |                              |
| 15     |       | mine Kohat                           |            |        |                              |                              |
| 16     |       | mine Bahadurkhel                     |            |        |                              |                              |
| 17     |       | mine Dadukhel                        |            |        |                              |                              |
| 18     |       | mine Rakhi-Munh                      |            |        |                              |                              |
| 19     |       | mine de charbon Lakhra               |            |        |                              |                              |
| 20     |       | mine de charbon Ongar                |            |        |                              |                              |
| 21     |       | mine Dera Ismail Khan                |            |        |                              |                              |
| 22     |       | mine de sel de Khewra                | halite     | Khewra | 32° 38′ 53″ N, 73° 00′ 30″ E | Pakistan Mineral Development |